# رینگوود (اکلاهما)
رینگوود(به انگلیسی: Ringwood) شهری در ایالت اکلاهما کشور ایالات متحده آمریکا است که جمعیت آن در سرشماری سال ۲۰۱۰ میلادی، ۴۹۷ نفر بوده‌است.